# Rafflesia arnoldii
Rafflesia arnoldii is een plant die bekendstaat om zijn bloem, die de grootste solitaire bloem op aarde is. Er zijn planten met grotere bloeiwijzen zoals Amorphophallus titanum en de parasolwaaierpalm (Corypha umbracullifera), maar bij deze planten gaat het om een bloemgestel (cluster van bloemen). Rafflesia arnoldii komt van nature voor in de regenwouden van Borneo, Sumatra, de Filipijnen en Maleisië.
Verschillende Rafflesia-soorten groeien in de oerwouden van Zuidoost-Azië. Veel soorten zijn bedreigd. Rafflesia arnoldii is de grootste soort. Zijn bloem bereikt een diameter van 1 meter en een gewicht tot 10 kg. Niet alleen heeft deze plant de grootste bloem op aarde, maar het is ook een van de meest onbegrepen organismen in de wereld.
Rafflesia arnoldii is een van de drie nationale bloemen van Indonesië, naast de Arabische jasmijn (Jasminum sambac) en de maanorchidee (Phalaenopsis amabilis).

## Levenswijze
Hoewel Rafflesia arnoldii tot het plantenrijk behoort, ontbreekt een kenmerkende eigenschap: hij heeft geen chlorofyl en mist daardoor de mogelijkheid tot fotosynthese (zoals de hele familie Rafflesiaceae). De plant leeft als een parasiet op lianen van het geslacht Tetrastigma, die alleen in primair oerwoud groeien. De meeste parasitaire planten lijken op gewone planten, maar Rafflesia arnoldii heeft geen waarneembare bladeren, wortels of stengels. Vergelijkbaar met schimmels groeit Rafflesia arnoldii met draadachtige strengen van weefsel volledig omgeven door en in nauw contact met gastheercellen, waarvan water en nutriënten worden betrokken. 
Misschien wel het enige gedeelte waaraan Rafflesia arnoldii als plant is te herkennen, is de bloem, hoewel zelfs deze bizar is vanwege de grote omvang, het roodbruine en witgespikkelde kleurenpatroon en de geur van rottend vlees. De bloem wordt bestoven door aasvliegen, die door de geur worden aangetrokken. Deze schuren tegen een helmknop aan en worden zo bestoven met het plakkerige stuifmeel.
Rafflesia arnoldii is zeldzaam en is moeilijk te vinden. Vooral bloeiende planten zijn zelden te aanschouwen. De bloemknop doet er maanden over om zich te ontwikkelen, terwijl de bloem maar vijf tot zes dagen goed blijft. Hoeveel van deze planten er nog zijn is onduidelijk, want de primaire wouden op Borneo en Sumatra verdwijnen in hoog tempo.

## Voortplanting en ontwikkeling
Bestuiving is een zeldzame gebeurtenis door verschillende oorzaken. De bloemen zijn eenslachtig en de planten op een bepaalde plek produceren meestal alleen mannelijke of vrouwelijke bloemen. Voor effectieve bestuiving moeten mannelijke bloemen zich dus in de nabije omgeving van vrouwelijke bloemen bevinden. Tevens moeten de bloemen tegelijkertijd open zijn zodat de vliegen voor de bestuiving kunnen zorgen.
Van de bloemknoppen sterft 80-90% af, zodat zelfs wanneer mannelijke en vrouwelijke bloemen zich in elkaars omgeving bevinden, de kans op bestuiving afneemt. Tevens blijft de bloem maar vijf tot zeven dagen goed. Ook worden de verschillende populaties van elkaar afgescheiden door vernietiging van de habitat. Hierdoor hangt succesvolle voortplanting van de onwaarschijnlijke gebeurtenis af dat een mannelijke en een vrouwelijke bloem tegelijkertijd bloeien en dat de bestuivers het stuifmeel tussen vaak ver van elkaar verwijderde populaties verplaatsen.
Zoogdieren kunnen van de plant eten of erop stappen en zo de zaadjes verspreiden.

### Ontwikkeling
De nog gesloten knop van Rafflesia arnoldii lijkt op een grote zwarte kool. Als deze opengaat wordt de roze kleur van de bloem zichtbaar.

## Fylogenie
In januari 2007 werd bekend dat wetenschappers van Harvard University via moleculair onderzoek hebben afgeleid dat het begin van de ontstaansgeschiedenis van Rafflesia ligt in de wolfsmelkfamilie (Euphorbiaceae). Dit zal gaan leiden tot een debat of deze planten in die familie ingevoegd moeten gaan worden.